# 闊口罐病毒
闊口罐病毒屬（學名：Pithovirus）是感染變形蟲的巨型病毒，包含一個物種——西伯利亞闊口罐病毒（學名：Pithovirus sibericum），是目前已知最大的病毒。它是一種雙鏈DNA病毒，屬於核質巨DNA病毒演化支。2014年，科學家在西伯利亞永久凍土冰芯中採集到3萬年前的可用病毒樣本之後，首次對它進行了描述。

## 描述
在被發現的闊口罐病毒當中，長度最高的有1.5微米，直徑則有0.5微米，因此闊口罐病毒是目前已知最大的病毒。它比此前最大的病毒——潘多拉病毒大50%。闊口罐病毒厚壁呈橢圓形，其一端有一個開口。病毒內部結構和蜂巢相近。
闊口罐病毒的基因組約含500個不同的基因，這比一般的病毒多，但仍比潘多拉病毒的基因組少一個數量級。因此，該病毒當中的基因組的密集度比所有其他病毒種類都要低。其2/3的蛋白質都與別的病毒不同。雖然外表和潘多拉病毒相似，但基因組測序所得出的結果指出，兩種病毒在基因組成上並不接近，而闊口罐病毒其實更接近馬賽病毒科（Marseilleviridae）、巨型病毒科（Megaviridae）和虹彩病毒科的成員。這些病毒都呈二十面體形，含DNA基因組。闊口罐病毒含36%GC含量，與巨型病毒科相近；潘多拉病毒的GC含量則高於61%。

### 複製
病毒的基因組包含製造mRNA所需的所有蛋白質編碼。這些蛋白質在純病毒體中出現。闊口罐病毒的整個複製週期都在其宿主的細胞質中進行。這和其他巨型DNA病毒相似，如痘病毒科及巨型病毒科（潘多拉病毒除外）。其他病毒一般以控制宿主的細胞核進行複製。

## 發現
法國艾克斯-馬賽大學的尚塔爾·阿伯傑爾（Chantal Abergel）和讓-米歇爾·克拉弗里（Jean-Michel Claverie）在西伯利亞永久凍土中發現了一個3萬年前的闊口罐病毒樣本。病毒埋藏在地下30米處的晚更新世沉積層。研究人員在把變形蟲暴露在2000年採得的樣本之後，發現了這一病毒。這些變形蟲開始死去，檢測發現它們內部含有巨型病毒。病毒屬的命名取自古希臘人所用的大型器皿闊口罐。參與的科學家稱，他們在兩年前了解到一項把古老狹葉蠅子草（Silene stenophylla）種子成功復活的實驗之後，決定在永久凍土中尋找新的病毒。有關闊口罐病毒的研究結果刊登在《美國國家科學院院刊》中。
雖然這一病毒對人類並沒有危害，但它在長久凍結埋藏後仍能復活，使人們擔心全球氣候變化和鑽探凍土層可能會帶出未知、有害的病毒。